# Wspólnota monastyczna z Bose
Wspólnota monastyczna z Bose (wł. Comunità di Bose) – włoska wspólnota monastyczna, do której należą kobiety i mężczyźni z różnych kościołów chrześcijańskich. Od chwili swego powstania wspólnota ta popiera dialog ekumeniczny. Założycielem wspólnoty z Bose był Enzo Bianchi.
Siedzibą wspólnoty od 1965 jest Bose w gminie Magnano w Piemoncie. Członkowie wspólnoty odpowiadają na swe monastyczne powołanie, żyjąc w celibacie, we wspólnocie dóbr i posłuszeństwie Ewangelii.

## Historia
Comunità di Bose powstała 8 grudnia 1965, w dniu uroczystego zakończenia Soboru Watykańskiego II. Pierwszym eremitą był Enzo Bianchi, który rozpoczął życie samotne w wynajętej chacie w Bose. Pierwsi towarzysze dołączyli trzy lata później, wśród nich jedna kobieta i pastor protestancki.
Dzisiaj wspólnota liczy ok. osiemdziesięciu członków, mężczyzn i kobiet, w tym pięciu kapłanów katolickich i jednego pastora. Chociaż jest uznana kanonicznie przez miejscowego biskupa diecezjalnego, nie może być uważana za zakon czy instytut katolicki. Jej członkami są bowiem ewangelicy. Członkowie wspólnoty nie chcą też takiego uznania. Poza domem fundacyjnym w Bose członkowie wspólnoty żyją również w Jerozolimie (mnisi pogłębiający studia biblijne), Portofino, Ostuni i Asyżu.
Z tradycji wspólnoty z Bose, czerpiącej z duchowości benedyktyńskiej, powstaje w okolicach Ruviano w prowincji Caserta w diecezji Alife-Caiazzo nowa forma życia monastycznego, której członkowie chcą poświęcić się ewangelizacji.

## Życie wspólnoty
Siostry i bracia z Bose prowadzą życie cenobityczne, według tradycji świętych Pachomiusza, Bazylego z Cezarei i Benedykta z Nursji, na które składają się modlitwa i praca. Za jedyną "misję" wspólnoty uważane jest życie zgodne z nauczaniem Jezusa Chrystusa.
Wszyscy członkowie i członkinie wspólnoty z Bose pracują, zarabiając na swe utrzymanie własnymi rękami. Podstawowymi zajęciami braci i sióstr z Bose są:
- ogrodnictwo
- produkcja ceramiki
- pisanie ikon
- stolarstwo
- działalność wydawnicza (wydawnictwo Qiqajon)
- studia biblijne i katechizacja w kościołach partykularnych

Niektórzy mnisi i mniszki z Bose pracują poza ośrodkami wspólnoty, nie przerywając jednak rytmu modlitwy monastycznej.
W ciągu dnia odmawiane są godziny kanoniczne śpiewane przez wszystkich członków wspólnoty. Następnie wykonuje się przypisane prace, studiuje Pismo Święte i teksty ojców monastycyzmu wschodniego i zachodniego. W klasztorze przyjmuje się pielgrzymów i "poszukujących Boga". Do bram opactwa pukają tłumnie mieszkańcy Włoch, szczególnie w okresie letnim.
Modlitwa brewiarzowa zostaje wzbogacona o Lectio Divina, którą mnisi oferują również gościom wspólnoty w godzinach popołudniowych każdego dnia. W każdą sobotę ma miejsce w godzinach wieczornych wigilia wspólnotowa, w czasie której odczytywane są teksty liturgii Słowa Bożego z przypadającej niedzieli. Następnie przeor lub któryś z przygotowanych mnichów pomaga w odczytaniu ich przesłania. 
Wspólnota z Bose przygotowała i wydała ekumeniczną wersję martyrologium.